# Renault Twingo
De Renault Twingo is een compacte stadsauto (miniklasse) van het Franse merk Renault. Hij was bedoeld als de opvolger van de beroemde R4. Bij zijn voorstelling tijdens de Autosalon van Parijs, op 5 oktober 1992, was de Twingo meteen een succes. Midden 2007 zijn er rond de 2,5 miljoen Twingo's gebouwd, waardoor de auto niet meer is weg te denken uit het straatbeeld. De eerste generatie Twingo is drie keer gerestyled, in 1998, 2000 en 2004. De tweede generatie werd officieel gepresenteerd in 2007. Eind 2011 kwam Renault met het nieuws dat de tweede generatie van de Twingo een facelift zou krijgen, deze facelift staat in de showroom vanaf begin 2012. In 2014 is de derde generatie Twingo geïntroduceerd.
Twingo is een samenvoeging van de woorden "Twist", "Swing" en "Tango". Dit zou volgens Renault de speelsheid en plezier van de auto moeten uitdragen.

## Eerste generatie 1993-2007

### Project
De Twingo werd ontworpen onder leiding van Patrick le Quément, Renault's voormalige hoofdontwerper. Hij claimde dat het grootste risico voor Renault was het niet nemen van risico's. Hij verwees hierbij naar de geflopte Renault 9 en 11.

### Productie
Sinds zijn lancering in maart 1993 is de Twingo gebouwd in onder meer Frankrijk, Spanje, Colombia, Uruguay en Taiwan. De miljoenste Twingo liep in juli 1997 van de band, gevolgd door de twee miljoenste in juni 2002. De Franse fabriek in Flins-sur-Seine begon in
1992 met de productie van de eerste 291 Twingo's.Vanaf begin 1993 kwam deze in Frankrijk pas goed op gang. In Flins-sur-Seine stopte de bouw van het oude model op 28 juni 2007. Op deze locatie werden 2.075.986 Twingo's geproduceerd, met een totaal productieaantal van rond de tweeënhalf miljoen in juni 2007. De fabriek in het Colombiaanse Envigado bleef voor Renault de eerste generatie Twingo nog tot 8 juni 2012 produceren. Er zijn in totaal meer dan 2,6 miljoen Twingo's van het eerste model geproduceerd.

### Eigenschappen
Ten tijde van zijn lancering beschikte de Twingo over revolutionaire eigenschappen; een centraal geplaatst instrumentarium, met daarop een digitale snelheidsmeter. Hierdoor was er achter het stuur alleen een rij waarschuwingslampjes te vinden. Hij beschikte over een volledig schuifbare achterbank, zodat er gekozen kon worden voor ofwel een grotere kofferruimte of meer beenruimte.
Alle eerste generatie Twingo's waren uitgerust met viercilinder benzinemotoren. In eerste instantie met een achtkleps 1.2 liter (50 pk) die later werd vervangen door een exemplaar met 1.2 liter (58 pk). Een zestienklepper met 75 pk werd in 2001 toegevoegd.
Opvallend waren de koplampen die rond waren en het idee gaven dat de Twingo een lachend gezicht had. Met dit imago werd veel gespeeld in advertenties voor de Twingo waarin de auto werd gepresenteerd als hip, ondeugend en vrolijk.
Vele onderdelen zijn terug te vinden in andere auto's uit de Renault modellenreeks (versnellingsbak, remmen, motor).
In 1993 is de Twingo alleen leverbaar met een handgeschakelde vijfversnellingsbak. Vanaf 1994 wordt het ook type Easy leverbaar. Het is een normale vijfversnellingsbak met een automatische koppeling. In 1996 verschijnt het type Matic op de markt, dit is een drietraps volautomaat. De Easy en de Matic worden vanaf het voorjaar van 2001 vervangen door de Quickshift. De Quickshift is een gerobotiseerde vijfversnellingsbak, die handmatig of automatisch bediend kan worden, zonder zelf te koppelen. Het brandstofverbruik van de Quickshift valt zelfs een fractie lager uit dan van de handgeschakelde vijfversnellingsbak met dezelfde motor.

### Elektrische versie
Een Twingo aangedreven door zogenaamde Zebra-batterijen werd gepresenteerd op de Autosalon van Genève in 2006.

### Geleverde motoren

#### Benzine
| Type                   | Motor     | Motor     | Motor   | Vermogen           | Koppel              | Overbrenging        | 0–100 km/h | Topsnelheid | Jaartal     |
| Type                   | Inhoud    | Cilinders | Kleppen | Vermogen           | Koppel              | Overbrenging        | 0–100 km/h | Topsnelheid | Jaartal     |
| ---------------------- | --------- | --------- | ------- | ------------------ | ------------------- | ------------------- | ---------- | ----------- | ----------- |
| 1.2 C3G                | 1.239 cm³ | 4-in-lijn | 8V      | 55 pk bij 5300 tpm | 90 Nm bij 4800 tpm  | 5-bak               | 14,0 s     | 150 km/h    | 1993 - 1996 |
| 1.2 D7F                | 1.149 cm³ | 4-in-lijn | 8V      | 60 pk bij 5250 tpm | 93 Nm bij 2500 tpm  | 5-bak               | 13,4 s     | 151 km/h    | 1996 - 2007 |
| 1.2 16V D4F            | 1.149 cm³ | 4-in-lijn | 16V     | 75 pk bij 5500 tpm | 105 Nm bij 3500 tpm | 5-bak               | 11,7 s     | 168 km/h    | 2002 - 2007 |
| 1.2 D7F Twingo Matic   | 1.149 cm³ | 4-in-lijn | 8V      | 60 pk bij 5250 tpm | 93 Nm bij 2500 tpm  | 3-traps automaat    | 16,4 s     | 150 km/h    | 1996 - 2000 |
| 1.2 D7F Quickshift     | 1.149 cm³ | 4-in-lijn | 8V      | 60 pk bij 5250 tpm | 93 Nm bij 2500 tpm  | 5-bak semi-automaat | 14,4 s     | 151 km/h    | 2001 - 2004 |
| 1.2 16V D4F Quickshift | 1.149 cm³ | 4-in-lijn | 16V     | 75 pk bij 5500 tpm | 105 Nm bij 3500 tpm | 5-bak semi-automaat | 13,3 s     | 168 km/h    | 2004 - 2007 |
| 1.2 16V D4F            | 1.149 cm³ | 4-in-lijn | 16V     | 75 pk bij 5500 tpm | 105 Nm bij 3500 tpm | 5-bak               | 11,7 s     | 168 km/h    | 2001 - 2007 |
| 1.2 16V D4F Quickshift | 1.149 cm³ | 4-in-lijn | 16V     | 75 pk bij 5500 tpm | 105 Nm bij 3500 tpm | 5-bak semi-automaat | 13,3 s     | 168 km/h    | 2001 - 2007 |

### Galerij

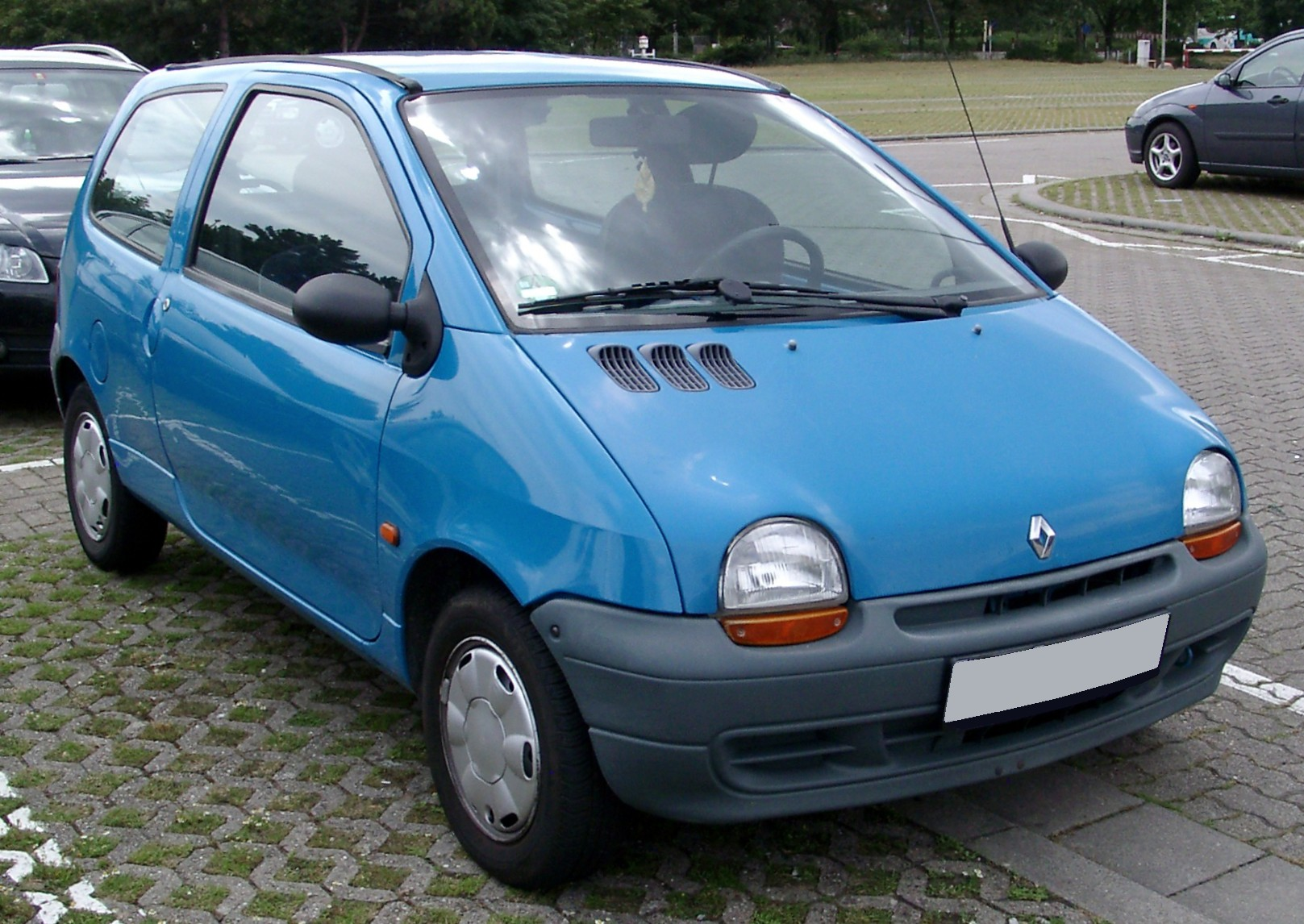
1993–1998 Twingo, voorzijde
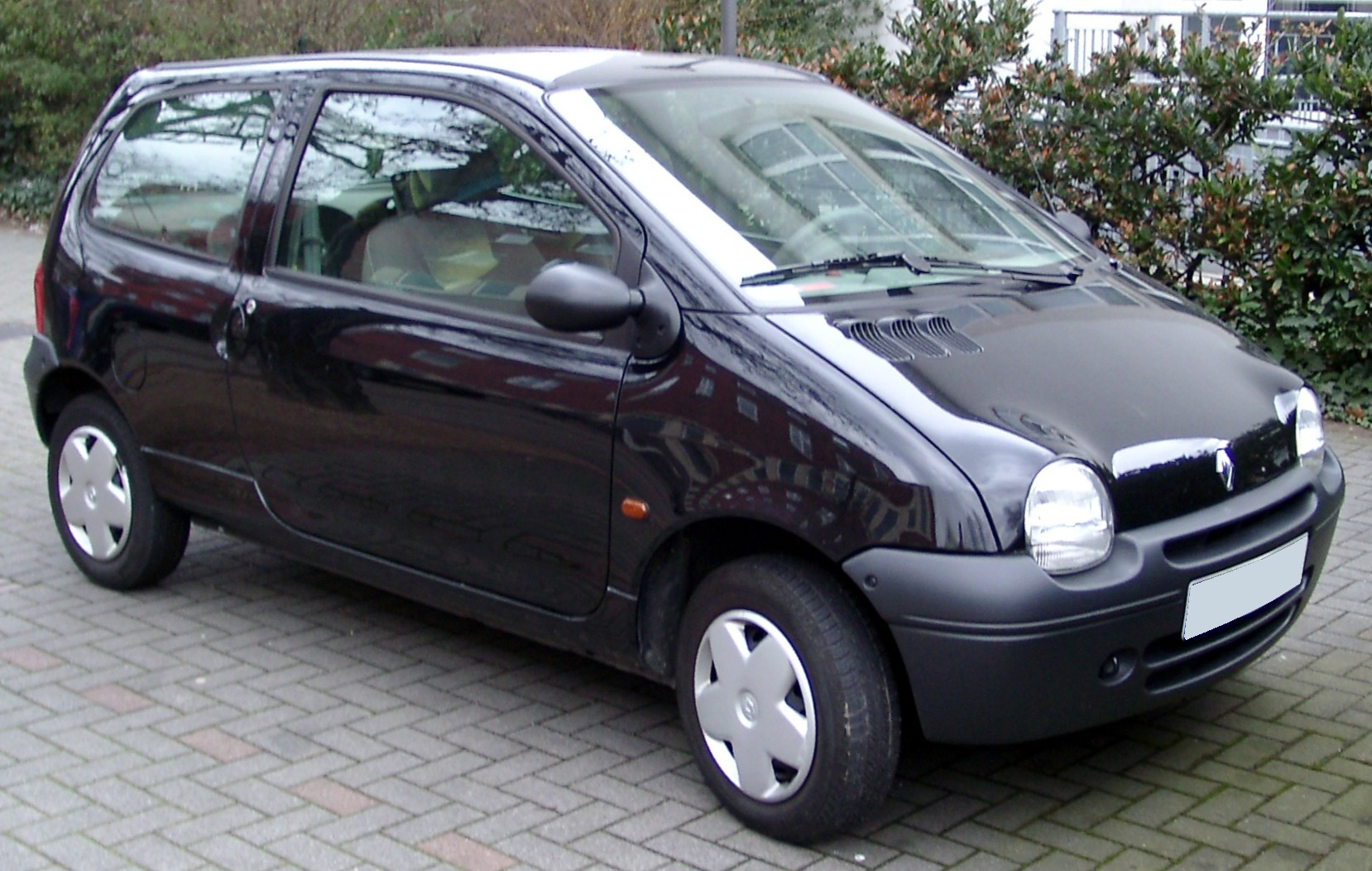
1998–2000 Twingo, voorzijde
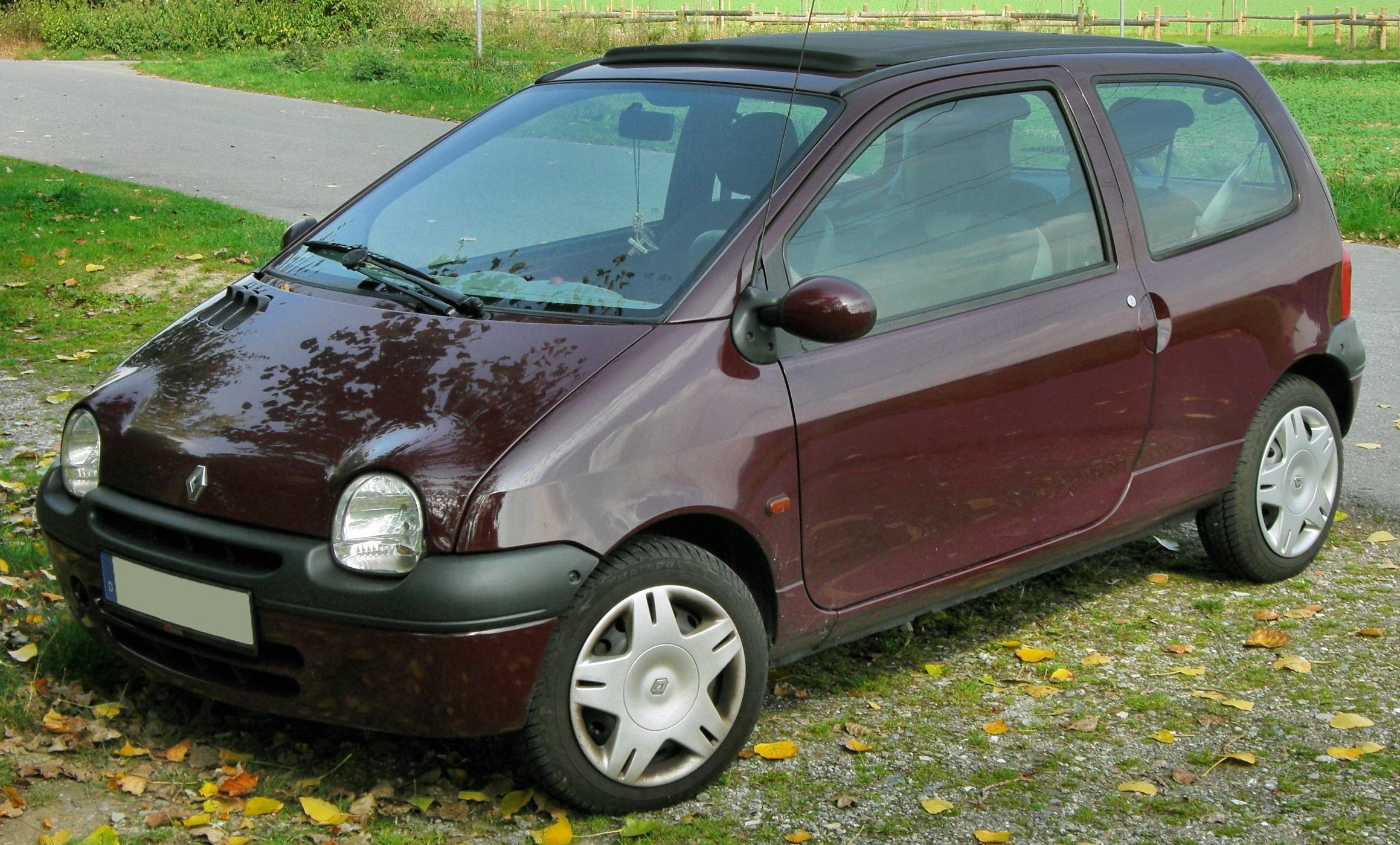
2000–2004 Twingo, voorzijde
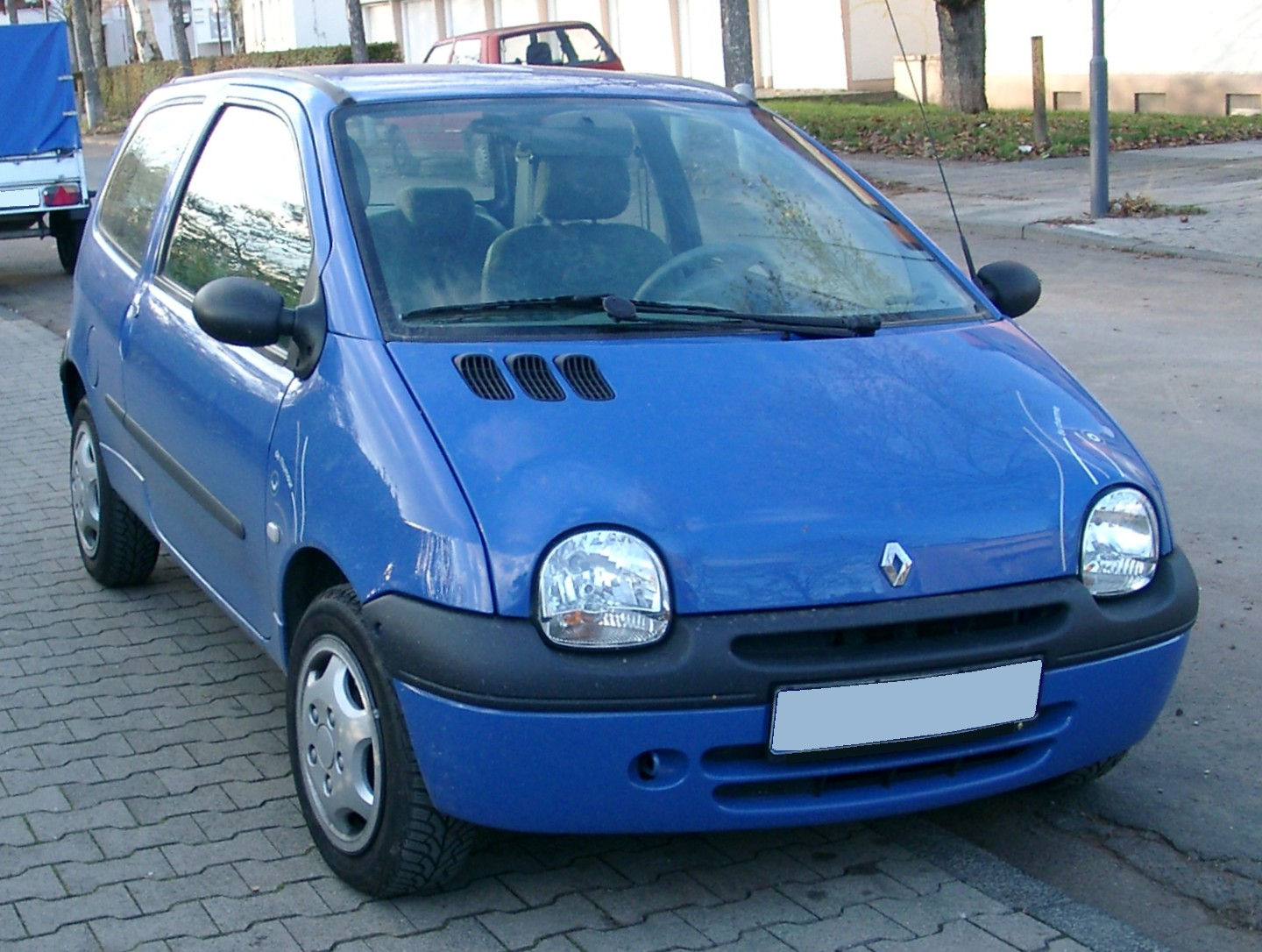
2004–2007 Twingo, voorzijde
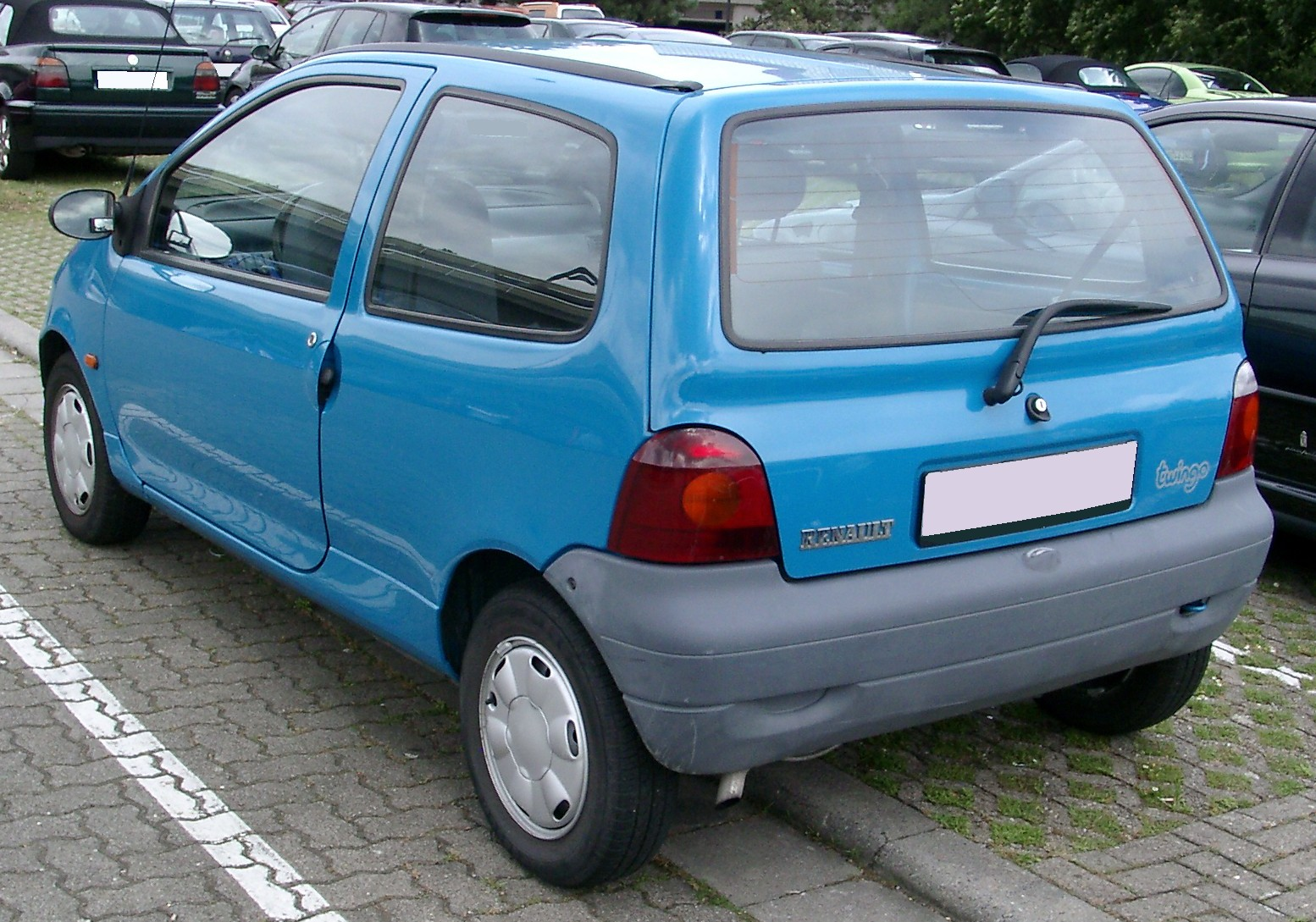
1993–1998 Twingo, achterzijde
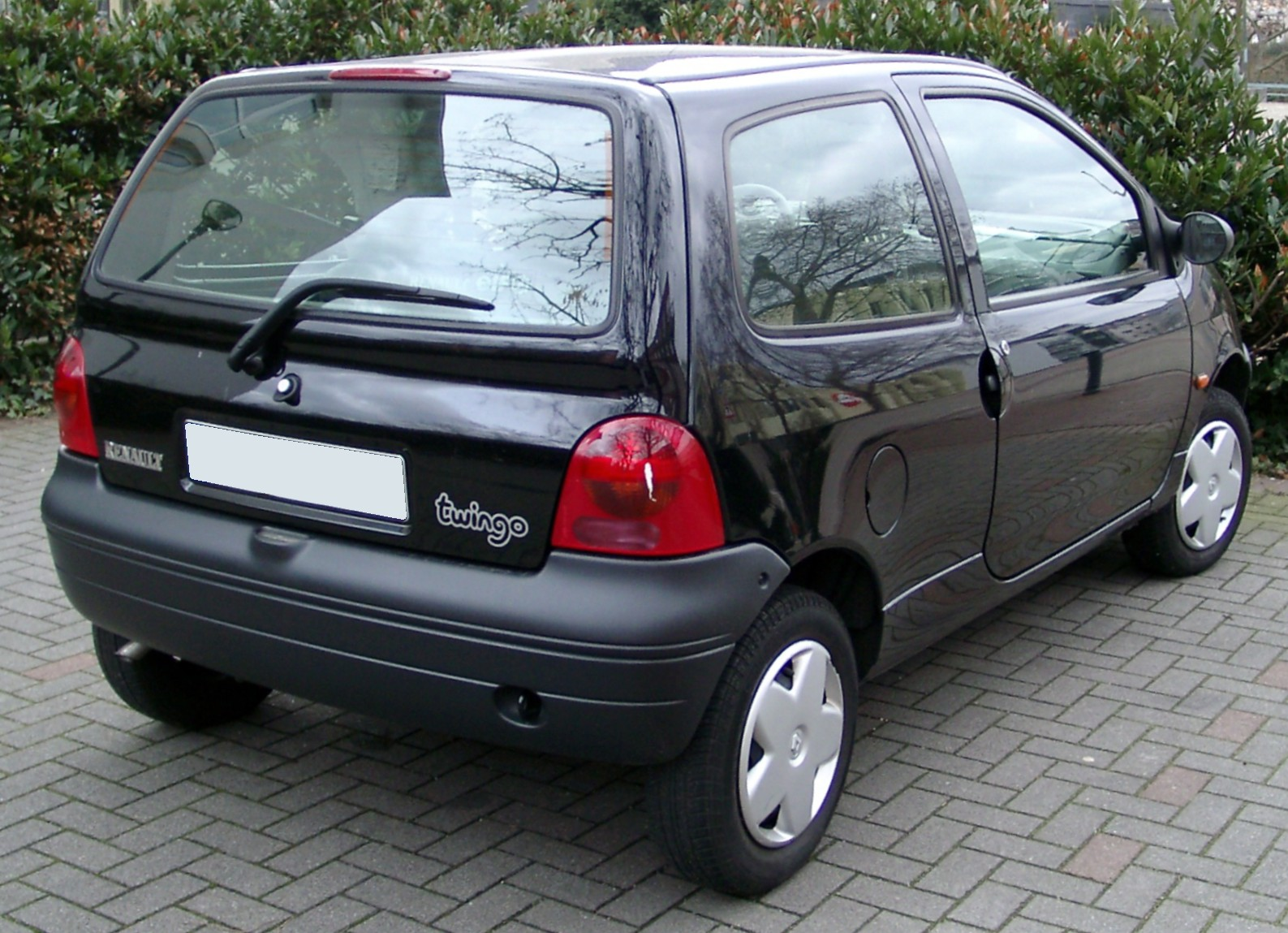
1998–2000 Twingo, achterzijde
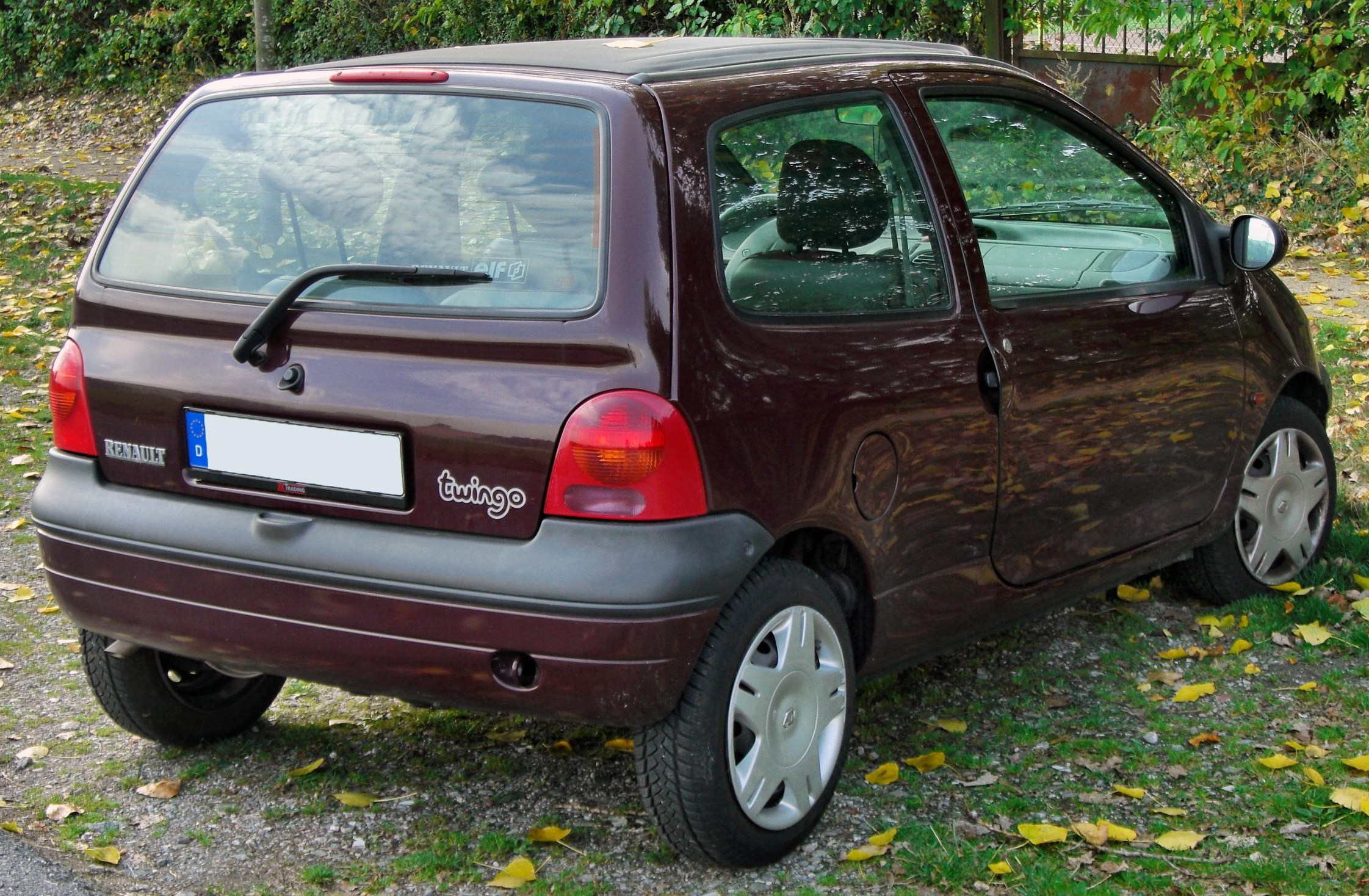
2000–2004 Twingo, achterzijde
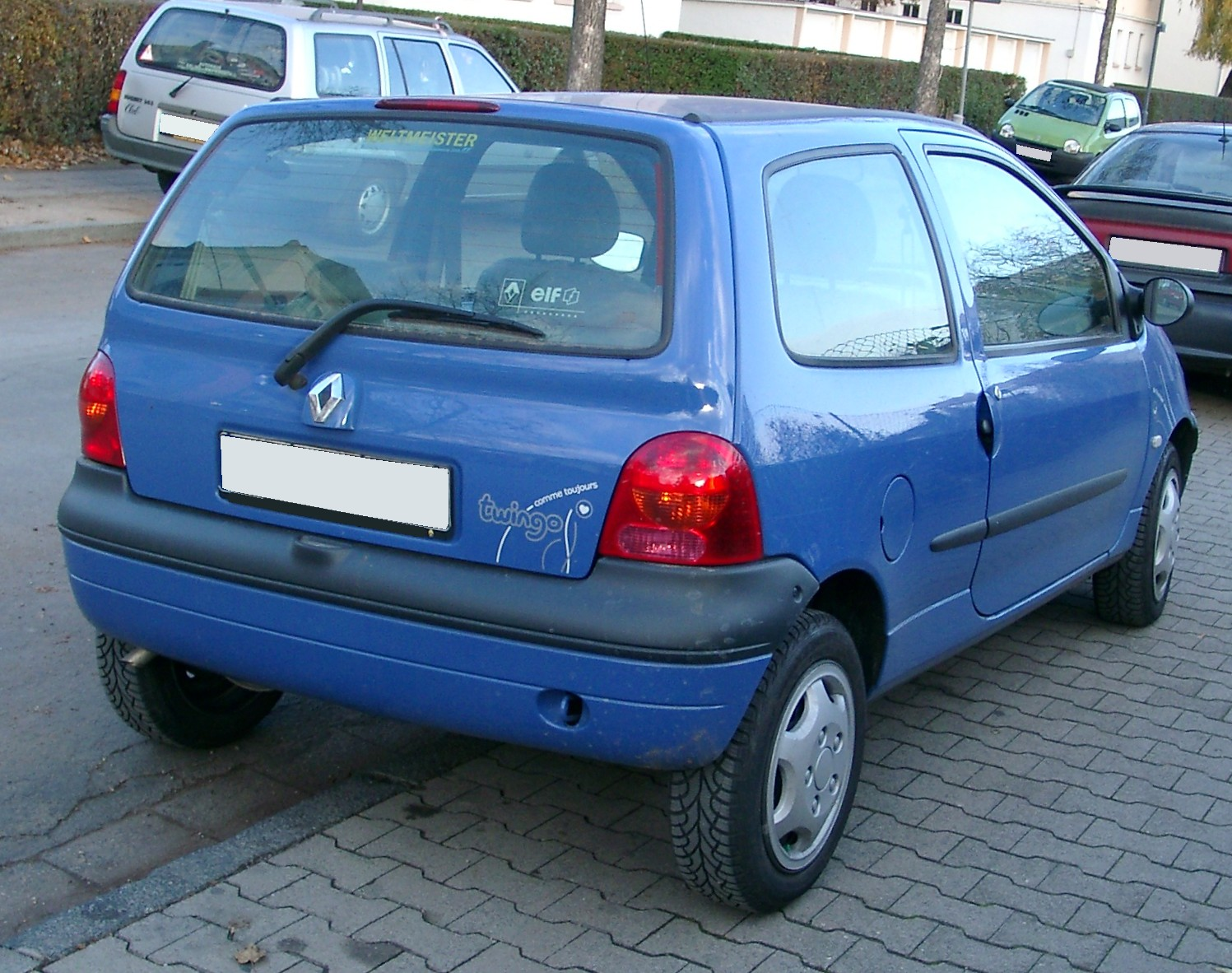
2004–2007 Twingo, achterzijde

## Tweede generatie 2007-2014
In 2006 toonde Renault de conceptauto waar de nieuwe Twingo op gebaseerd zou worden. Op de autosalon van Genève in maart 2007 werd het productiemodel getoond nadat op het laatste moment nog veranderingen waren doorgevoerd bij het model. Dit vanwege het succes van de Peugeot 107, Citroën C1 en Toyota Aygo die een nieuwe standaard zetten voor kleine stadsauto's.
De productie van Europese exemplaren is verhuisd van Frankrijk naar Slovenië (Revoz).
Op 15 juni 2007 begon de verkoop in Frankrijk, Italië en Slovenië, in september is hij in de rest van Europa in de showroom verschenen. In de autopers in het Verenigd Koninkrijk was de meestgehoorde kritiek het saaie uiterlijk in vergelijking met het oude model.
Er zijn drie benzinemotoren met een inhoud van 1,2 liter. Een met acht kleppen en 60 pk, een met zestien kleppen en 75 pk en een zestien kleppen tellende 100 pk versie met een turbo. Ook is er een 1.5 liter, 85pk diesel uitvoering geïntroduceerd.
In 2008 is een RS model geïntroduceerd, met een 1,6 liter motor van 133 pk.
Er zijn een groot aantal uitvoeringen beschikbaar : Acces, Authentique, Expression, Parisienne, Serie Limitée Night and Day, Collection, Dynamique, Initiale, GT en Gordini.
Dit is de eerste Twingo, die leverbaar is in een rechtsgestuurde variant.
Op 6 september 2010 verliet het 500.000ste exemplaar de productielijn. Na bijna een miljoen gebouwde exemplaren van de tweede generatie Twingo in de fabriek in Novo Mesto, werd de productie in 2014 beëindigd.

### Geleverde motoren

#### Benzine
| Type               | Motor     | Motor     | Motor   | Vermogen            | Koppel              | Overbrenging        | 0–100 km/h | Topsnelheid | Jaartal     |
| Type               | Inhoud    | Cilinders | Kleppen | Vermogen            | Koppel              | Overbrenging        | 0–100 km/h | Topsnelheid | Jaartal     |
| ------------------ | --------- | --------- | ------- | ------------------- | ------------------- | ------------------- | ---------- | ----------- | ----------- |
| 1.2                | 1.149 cm³ | 4-in-lijn | 8V      | 60 pk bij 5250 tpm  | 93 Nm bij 2500 tpm  | 5-bak               | 15,0 s     | 154 km/h    | 2007 - 2010 |
| 1.2 16V            | 1.149 cm³ | 4-in-lijn | 16V     | 75 pk bij 5500 tpm  | 107 Nm bij 3500 tpm | 5-bak               | 12,0 s     | 170 km/h    | 2007 - 2009 |
| 1.2 16V Quickshift | 1.149 cm³ | 4-in-lijn | 16V     | 75 pk bij 5500 tpm  | 105 Nm bij 3500 tpm | 5-bak semi-automaat | 13,6 s     | 172 km/h    | 2007 - 2014 |
| 1.2 16V CO2        | 1.149 cm³ | 4-in-lijn | 16V     | 75 pk bij 5500 tpm  | 107 Nm bij 3500 tpm | 5-bak               | 12,3 s     | 169 km/h    | 2009 - 2010 |
| 1.2 16V ECO2       | 1.149 cm³ | 4-in-lijn | 16V     | 75 pk bij 5500 tpm  | 107 Nm bij 3500 tpm | 5-bak               | 12,3 s     | 170 km/h    | 2010 - 2014 |
| 1.2 TCe            | 1.149 cm³ | 4-in-lijn | 16V     | 100 pk bij 5500 tpm | 155 Nm bij 3500 tpm | 5-bak               | 9,8 s      | 188 km/h    | 2007 - 2011 |
| 1.2 TCe            | 1.149 cm³ | 4-in-lijn | 16V     | 102 pk bij 5500 tpm | 155 Nm bij 3500 tpm | 5-bak               | 9,8 s      | 189 km/h    | 2012 - 2013 |
| 1.6 RS             | 1.598 cm³ | 4-in-lijn | 16V     | 133 pk bij 6750 tpm | 160 Nm bij 4400 tpm | 5-bak               | 8,7 s      | 201 km/h    | 2008 - 2013 |

#### Diesel
| Type    | Motor     | Motor     | Motor   | Vermogen           | Koppel              | Overbrenging | 0–100 km/h | Topsnelheid | Jaartal     |
| Type    | Inhoud    | Cilinders | Kleppen | Vermogen           | Koppel              | Overbrenging | 0–100 km/h | Topsnelheid | Jaartal     |
| ------- | --------- | --------- | ------- | ------------------ | ------------------- | ------------ | ---------- | ----------- | ----------- |
| 1.5 dCi | 1.461 cm³ | 4-in-lijn | 8V      | 85 pk bij 4000 tpm | 200 Nm bij 1750 tpm | 5-bak        | 11,2 s     | 185 km/h    | 2011 - 2014 |

### Veiligheid
EuroNCAP:

Volwassen inzittenden: 

Voetgangers: 

### Galerij

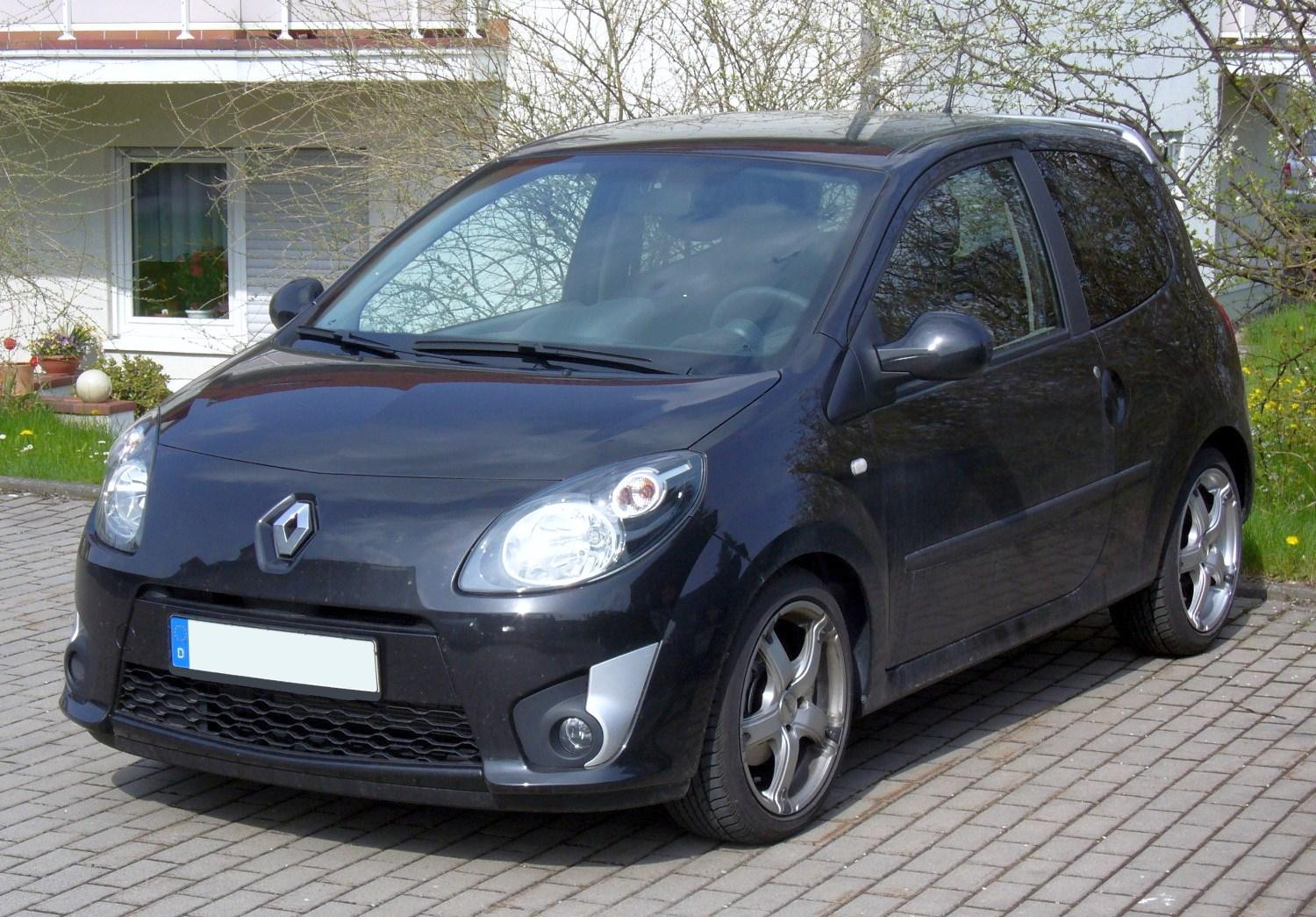
2007–2011 Twingo, voorzijde
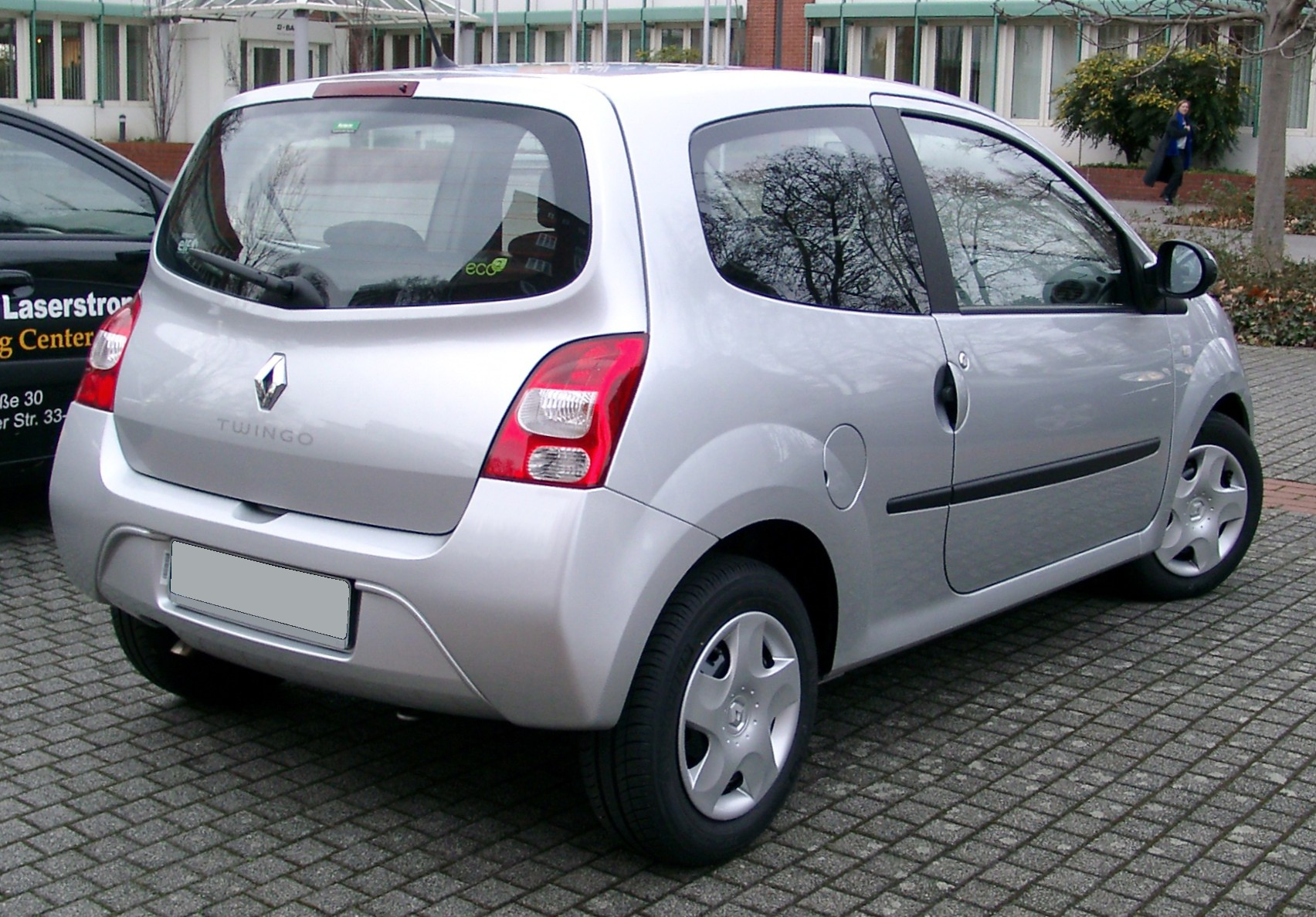
2007–2011 Twingo, achterzijde
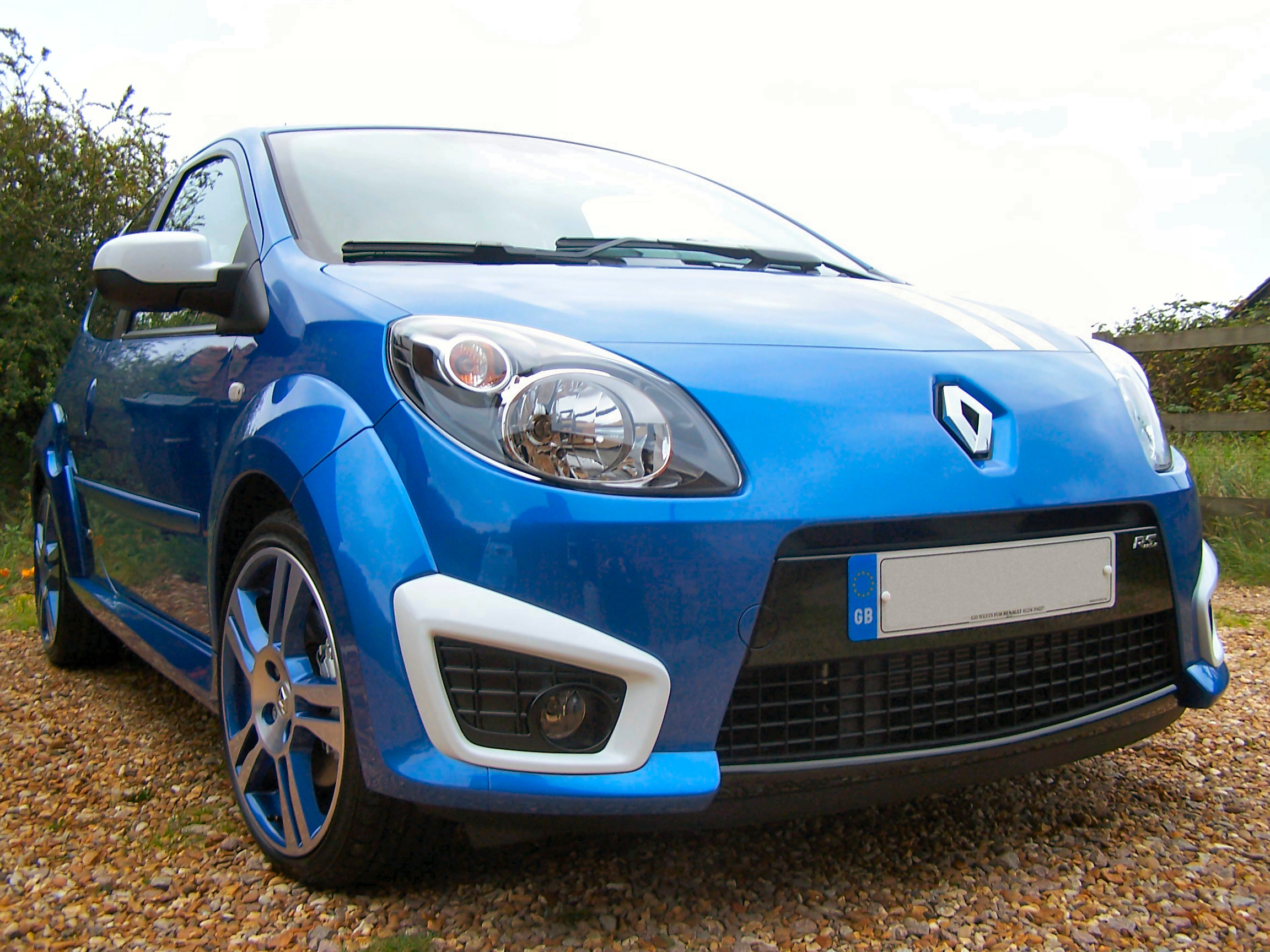
2008–2011 Twingo RS Gordini, voorzijde
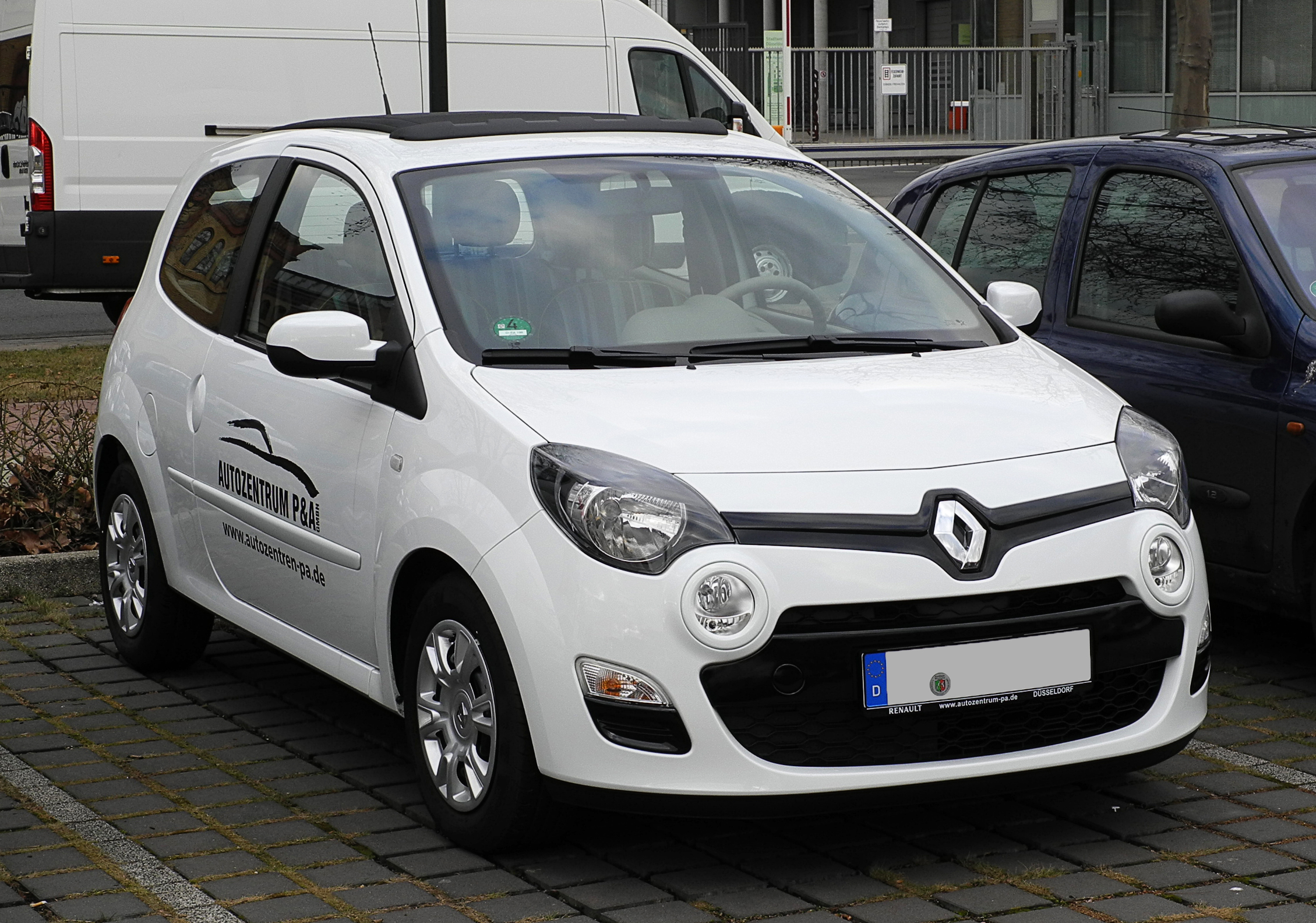
2012–2014 Twingo II facelift, voorzijde

## Derde generatie (2014-2024)
De derde generatie van de Twingo werd in maart 2014 onthuld tijdens de Autosalon van Genève. De verkoop begon in september 2014. Het model is standaard uitgevoerd als vijfdeurs en deelt het achterwielaangedreven platform met de nieuwe generatie Smart ForFour. Beide voertuigen worden bij Revoz in Novo Mesto in Slovenië gebouwd.
Op 22 januari 2014 presenteerde Renault de vernieuwde Twingo van de derde generatie.
Onder meer de motor werd vernieuwd, er kwamen nieuwe lichtblokken aan de voor- en achterzijde, in het interieur werden verbeteringen doorgevoerd en er werden enkele nieuwe koetswerkkleuren voorgesteld.
De "Phase II" van de derde generatie Twingo wordt officieel voorgesteld op de Autosalon van Genève in maart 2019.

### Geleverde motoren

#### Benzine
| Type        | Motor   | Motor     | Motor   | Vermogen            | Koppel              | Overbrenging | 0–100 km/h | Topsnelheid | Jaartal     |
| Type        | Inhoud  | Cilinders | Kleppen | Vermogen            | Koppel              | Overbrenging | 0–100 km/h | Topsnelheid | Jaartal     |
| ----------- | ------- | --------- | ------- | ------------------- | ------------------- | ------------ | ---------- | ----------- | ----------- |
| 1.0 SCe     | 999 cm³ | 3-in-lijn | 12V     | 70 pk bij 6000 tpm  | 91 Nm bij 2850 tpm  | 5-bak        | 14,5 s     | 151 km/h    | 2014 - 2022 |
| 1.0 SCe EDC | 999 cm³ | 3-in-lijn | 12V     | 70 pk bij 6000 tpm  | 91 Nm bij 2850 tpm  | 6-bak EDC    | 15,6 s     | 155 km/h    | 2017 - 2022 |
| 0.9 TCe     | 898 cm³ | 3-in-lijn | 12V     | 90 pk bij 5500 tpm  | 135 Nm bij 2500 tpm | 5-bak        | 10,8 s     | 165 km/h    | 2014 - 2018 |
| 0.9 TCe EDC | 898 cm³ | 3-in-lijn | 12V     | 90 pk bij 5500 tpm  | 135 Nm bij 2500 tpm | 6-bak EDC    | 10,8 s     | 165 km/h    | 2014 - 2018 |
| GT          | 898 cm³ | 3-in-lijn | 12V     | 110 pk bij 5750 tpm | 170 Nm bij 2000 tpm | 5-bak        | 9,6 s      | 182 km/h    | 2014 - 2018 |

In 2020 werd voor de Twingo een elektrisch aangedreven versie aangeboden, onder de naam Renault Twingo Electric. Deze versie bleef tot begin 2024 in productie, nadat de benzineversies al uit het Renault-programma waren verdwenen.